# 망막모세포종
망막모세포종(網膜母細胞腫, Retinoblastoma, Rb)은 망막의 시신경 세포에서 발생하는 악성종양으로 소아의 눈에 많다. 망막모세포종은 눈의 빛을 감지하는 조직인 망막의 미성숙 세포에서 빠르게 발생하는 드문 형태의 암이다. 소아에서 가장 흔한 원발성 악성 안내암이며, 거의 소아에게서만 발견된다.
고소득 국가의 대부분의 어린이는 이 암에서 살아남지만 they may lose their vision in the affected eye(s) 영향을 받은 눈에서 시력을 잃거나 눈을 제거해야 할 수 있다.
망막모세포종 소아의 거의 절반이 망막모세포종과 관련된 유전적 유전적 결함을 가지고 있다. 다른 경우에는 염색체 13번 유전자 13q14(망막모세포종 단백질)의 선천적 돌연변이로 인해 발생한다.

## 같이 보기
- 시력 검사